# Droga donikąd (film 2006)
Droga donikąd (ang. Gone) – australijsko-brytyjski horror z 2006 roku w reżyserii Ringana Ledwidge'a. Wyprodukowany przez Universal Pictures.

## Opis fabuły
Brytyjczyk Alex (Shaun Evans) wybiera się do Byron Bay w Australii, aby spotkać się tam z narzeczoną. W trakcie podróży poznaje tajemniczego Amerykanina. Gdy docierają do celu, postanawiają kontynuować podróż razem. Wkrótce okazuje się, że nieznajomy ma podejrzane zamiary.

## Obsada
- Scott Mechlowicz jako Taylor
- Amelia Warner jako Sophie
- Shaun Evans jako Alex
- Yvonne Strzechowski jako Sondra
- Victoria Thaine jako Lena
- Zoe Tuckwell-Smith jako Ingrid